# Мої брати і сестри
«Мої брати і сестри» (тур. Kardeşlerim) — турецький молодіжний телевізійний серіал 2021 року у жанрі драми, мелодрами із Селілом Налчаканом, Халітом Озгуром Сарі, Їгітом Кочаком, Су Бурджу Язгі Кошкуном та Айлін Акпінар, створений компанією NG Medya. Прем'єра на ATV відбулася 20 лютого 2021 року. Серіал має 4 сезони. Завершився 132-м епізодом, який вийшов у ефір 8 червня 2024 року.
Режисер серіалу — Серкан Бірінчі. Сценарист серіалу — Гюль Абус Семерджі, Меліс Везіроглу Йилмаз, Мерт Меріклі, Озер Зафер Четінел.

## Синопсис
Історія розгортається навколо Кадіра, Омера, Асіє та Емеля, чотирьох братів і сестер, які через нещасливі обставини втрачають батьків і намагаються побудувати своє життя, підтримуючи один одного. Незважаючи на свої злети і падіння, вони завжди поруч один для одного. Але незабаром правда про смерть їхніх батьків починає повільно розкриватися, і ніщо не залишиться колишнім.

## Актори та персонажі

### Головні герої
Історія обертається навколо чотирьох братів і сестер:
- Селіл Налчакан (2021) — Акіф Атакул, вбивця Кадіра.
- Су Бурджу Язгі Кошкун (2021) у ролі Асіє Ерен; Близнюк Омера, який турботливий і чесний і завжди виступає опорою для своїх братів і сестри, Дорук знову з подругою.
- Їгіт Кочак (2021) як Омер Ерен; Прийомний близнюк Асіє, молодший брат Ерен, який намагається заступитися за своїх братів і сестер, а також намагається полегшити відповідальність, покладену на плечі його старшого брата Кадіра, будь-яким чином викликає любовний інтерес Сюсен.
- Айлін Акпінар (2021) як Емель Ерен; наймолодший з братів і сестер Еренів. Вона мила дівчина, яка беззастережно любить своїх братів і сестер, але глибоко в серці приховує тугу за батьками.

### Другорядні герої
- Кюнейт Мете — Орхан Ерен; Чоловік Шенгюль, брат Велі, батько Огулкана та Айбіке та Кадір, Асіє, Омер та Емель по батьковій лінії.
- Фадік Севін Атасой — Шенгюль Ерен; Дружина Орхана, мати Огулкан та Айбіке та тітка Кадіра, Асія, Омер та Емель по батьковій лінії.
- Онур Сеїт Яран — Дорук Атакул; син Акіфа і Небахат Атакул, старший брат Меліси, любовний інтерес Асіє.
- Джихан Шімшек — Огулкан Ерен; син Шенгюля та Орхана, брат Айбіке.
- Меліс Мінкарі — Айбіке Ерен; дочка Шенгюля та Орхана, сестра Огулкана, двоюрідна сестра Омера, Асії, Емель і Кадіра, подруга Берка.
- Сімге Сельчук — Небахат Атакул; Колишня дружина Акіфа, мати Дорука та Меліси.
- Аху Яґту — Сюзан Маньяслі; Вдова Кенана, мати Харіки, біологічна мати Омера та колишня коханка Акіфа.
- Реджеп Уста — Берк Озкая; Найкращий друг Дорука, син Ресул і Алі, хлопець Айбіке.
- Лізге Комерт — Сюсен Кіліч; Друг Харіки, стара дівчина Кадіра, любов Омера.
- Берк Алі Чатал — Толга Барчин, старий хлопець Айше.
- Емре Етек — Бурак.
- Асли Мавітан — Айла Кара.
- Каан Чакир — Ахмет Йилмаз.
- Нихан Бююкаач — Шеваль.
- Атакан Озкая — Сарп Йилмаз.
- Ейлюль Кандемир — Ясмін Йилмаз.
- Аля Полат — Бахар Гювен.
- Діляра Сумбуль — Еліфі Четін.
- Сінем Котіл — Елчін.

### Колишні герої
- Чагла Шімшек — Айше; Попереднє кохання Толги та Омера. Через хворобу матері поїхала до Бурси.
- Мурат Онук — Кенан Маняслі; Померлий чоловік Сюзан, батько Харіки та старий бізнес-партнер Акіфа. Загинув у дорожньо-транспортній пригоді.
- Ченгіз Танґор у ролі Велі Ерена; померлий батько Кадіра, Асіє, Омера та Емеля, брата Орхана, чоловіка Хатідже. Загинув, впавши з будівлі.
- Гюзін Алкан — Хатідже Ерен; померла мати Кадіра, Асіє, Омера та Емель, дружини Велі. Загинула у дорожньо-транспортній пригоді.
- Халіт Озгур Сари — Кадір Ерен. Син Хатідже та Велі Ерен, старший із чотирьох братів і сестер, хлопець Меліси. Це був чесний, працьовитий і далекий юнак. Взяв на себе роль і матері, і батька піклуватися про своїх молодших братів і сестер після смерті батьків. Загинув в автомобільній аварії, спричиненої Мелісою несвідомо.
- Ірем Салман — Талья; Друг Харіки і подруга Мазлума.
- Дамласу Ікізоглу — Меліса Атакуль; дочка Акіфа і Небахат Атакуль, молодшої сестри Дорука і дівчини Кадіра.
- Каан Севі — Мазлум; Друг Кадіра, хлопець Тальї.
- Ніслу Їлмаз — Джеміле Акгюн, подруга Асіє з притулку.
- Ерен Ерен — Каан Коркут/Атакуль ; Позашлюбний син Акіфа — загинув у ДТП у школі.
- Еврім Доган — Гонуль.
- Йилдиз Кюльтюр — Севгі Йилмаз.
- Ґьозде Тюркер — Харіка Маняслі; Дочка Кенана і Сюзан, зведена сестра Омера.

## Сезони
| Сезон | Епізоди | Епізоди | Оригінальний показ | Оригінальний показ | Оригінальний показ |
| Сезон | Епізоди | Епізоди | Перший показ       | Останній показ     | Мережа             |
| ----- | ------- | ------- | ------------------ | ------------------ | ------------------ |
| 1     | 18      | 18      | 20 лютого 2021     | 19 червня 2021     | atv                |
| 2     | 38      | 38      | 11 вересня 2021    | 11 червня 2022     | atv                |
| 3     | 38      | 38      | 3 вересня 2022     | 10 червня 2023     | atv                |
| 4     | 38      | 38      | 9 вересня 2023     | 8 червня 2024      | atv                |

## Рейтинги серій
| Сезон 1 (2021) | Сезон 1 (2021)  | Сезон 1 (2021) | Сезон 1 (2021) | Сезон 2 (2021-2022) | Сезон 2 (2021-2022) | Сезон 2 (2021-2022) | Сезон 2 (2021-2022) | Сезон 3 (2022-2023) | Сезон 3 (2022-2023) | Сезон 3 (2022-2023) | Сезон 3 (2022-2023) | Сезон 4 (2023) | Сезон 4 (2023)  | Сезон 4 (2023) | Сезон 4 (2023) |
| Серія          | Рейтинг (TOTAL) | Рейтинг (AB)   | Рейтинг (ABC1  | Серія               | Рейтинг (TOTAL)     | Рейтинг (AB)        | Рейтинг (ABC1       | Серія               | Рейтинг (TOTAL)     | Рейтинг (AB)        | Рейтинг (ABC1       | Серія          | Рейтинг (TOTAL) | Рейтинг (AB)   | Рейтинг (ABC1  |
| -------------- | --------------- | -------------- | -------------- | ------------------- | ------------------- | ------------------- | ------------------- | ------------------- | ------------------- | ------------------- | ------------------- | -------------- | --------------- | -------------- | -------------- |
| 1              | 5.65            | 4.10           | 4.38           | 19                  | 6.64                | 4.15                | 5.31                | 57                  | 4.87                | 2.92                | 3.34                | 95.            | 5.03            | 2.95           | 3.57           |
| 2              | 7.69            | 3.98           | 5.72           | 20                  | 6.72                | 3.83                | 4.89                | 58                  | 4.85                | 2.87                | 3.49                | 96.            | 5.49            | 3.09           | 4.21           |
| 3              | 8.46            | 4.80           | 5.96           | 21                  | 7.46                | 3.66                | 4.76                | 59                  | 5.75                | 3.00                | 3.86                | 97.            | 4.62            | 2.57           | 3.28           |
| 4              | 8.86            | 5.38           | 7.18           | 22                  | 7.94                | 3.94                | 5.24                | 60                  | 7.05                | 3.88                | 5.01                | 98.            | 5.75            | 3.56           | 3.84           |
| 5              | 9.02            | 6.32           | 6.94           | 23                  | 8.33                | 4.74                | 5.65                | 61                  | 6.49                | 3.76                | 4.97                | 99.            | 5.38            | 3.01           | 3.96           |
| 6              | 9.17            | 5.42           | 6.87           | 24                  | 8.50                | 5.21                | 6.66                | 62                  | 7.66                | 4.12                | 5.78                | 100.           | 5.80            | 3.17           | 3.48           |
| 7              | 10.12           | 6.49           | 7.90           | 25                  | 8.24                | 4.91                | 5.91                | 63                  | 7.51                | 4.95                | 5.90                | 101.           | 5.35            | 2.55           | 3.29           |
| 8              | 9.26            | 7.47           | 8.07           | 26                  | 8.70                | 5.59                | 6.08                | 64                  | 7.86                | 4.56                | 5.43                | 102.           | 5.64            | 2.77           | 3.42           |
| 9              | 10.66           | 6.19           | 8.68           | 27                  | 8.99                | 5.64                | 6.31                | 65                  | 6.91                | 4.28                | 5.39                | 103.           | 5.30            | 1.79           | 3.16           |
| 10             | 10.15           | 6.28           | 8.29           | 28                  | 10.20               | 6.42                | 7.21                | 66                  | 7.56                | 3.51                | 5.15                | 104.           | 5.84            | 2.60           | 4.03           |
| 11             | 9.38            | 5.74           | 7.66           | 29                  | 10.24               | 6.55                | 7.27                | 67                  | 7.20                | 3.63                | 5.06                | 105.           | 6.72            | 2.65           | 3.79           |
| 12             | 8.04            | 4.31           | 6.06           | 30                  | 9.33                | 5.39                | 6.46                | 68                  | 7.95                | 4.81                | 5.46                | 106.           | 5.95            | 2.70           | 3.81           |
| 13             | 9.20            | 5.97           | 6.96           | 31                  | 9.37                | 5.88                | 6.87                | 69                  | 9.85                | 5.06                | 7.19                | 107.           | 5.62            | 2.74           | 3.36           |
| 14             | 9.94            | 6.25           | 7.93           | 32                  | 9.58                | 5.30                | 6.99                | 70                  | 10.17               | 6.13                | 6.94                | 108.           | 6.93            | 2.72           | 3.87           |
| 15             | 9.19            | 6.72           | 7.24           | 33                  | 10.45               | 5.09                | 6.55                | 71                  | 10.62               | 6.52                | 7.60                | 109.           | 6.67            | 3.62           | 4.47           |
| 16             | 9.53            | 6.10           | 7.90           | 34                  | 9.88                | 4.40                | 6.20                | 72                  | 8.99                | 5.90                | 6.78                | 110.           | 6.05            | 3.40           | 3.69           |
| 17             | 9.31            | 5.89           | 6.63           | 35                  | 8.57                | 5,06                | 5.43                | 73                  | 9.11                | 4.58                | 6.48                | 111.           | 6.27            | 3.60           | 4.09           |
| 18             | 9.04            | 5.70           | 7.39           | 36                  | 8.68                | 5.32                | 5.70                | 74                  | 9.09                | 4.77                | 5.78                | 112.           | 6.04            | 3.65           | 4.83           |
|                |                 |                |                | 37                  | 9.46                | 5.00                | 6.90                | 75                  | 9.65                | 4.77                | 6.09                | 113.           | 6.10            | 3.39           | 3.78           |
|                |                 |                |                | 38                  | 9.09                | 4.87                | 6.66                | 76                  | 8.09                | 3.84                | 5.51                | 114.           | 6.13            | 2.94           | 3.78           |
|                |                 |                |                | 39                  | 8.93                | 5.28                | 6.51                | 77                  | 7.49                | 4.34                | 5.27                | 115.           | 5.85            | 2.85           | 3.36           |
|                |                 |                |                | 40                  | 8.61                | 5.26                | 6.28                | 78                  | 8.29                | 4.27                | 5.21                | 116.           | 5.76            | 3.45           | 3.85           |
|                |                 |                |                | 41                  | 8.45                | 5.19                | 6.07                | 79                  | 7.57                | 4.90                | 6.32                | 117.           | 5.43            | 2.83           | 3.03           |
|                |                 |                |                | 42                  | 8.32                | 4.10                | 5.48                | 80                  | 7.71                | 5.03                | 5.44                | 118.           | 4.56            | 2.52           | 3.09           |
|                |                 |                |                | 43                  | 9.23                | 4.55                | 6.50                | 81                  | 7.09                | 5.00                | 4.93                | 119.           | 5.19            | 3.14           | 3.53           |
|                |                 |                |                | 44                  | 8.86                | 5.30                | 6.26                | 82                  | 7.51                | 4.90                | 5.51                | 120.           | 4.55            | 2.09           | 2.56           |
|                |                 |                |                | 45                  | 7.81                | 4.39                | 5.50                | 83                  | 7.90                | 3.88                | 5.54                | 121.           | 4.02            | 1.35           | 2.11           |
|                |                 |                |                | 46                  | 7.41                | 3.71                | 4.84                | 84                  | 6.54                | 3.94                | 4.66                | 122.           | 3.77            | 1.35           | 2.49           |
|                |                 |                |                | 47                  | 7.21                | 4.15                | 5.24                | 85                  | 6.63                | 4.26                | 4.68                | 123.           | 3.83            | 1.22           | 2.22           |
|                |                 |                |                | 48                  | 7.31                | 3.45                | 4.74                | 86                  | 6.34                | 4.46                | 4.42                | 124.           | 3.53            | 1.65           | 2.09           |
|                |                 |                |                | 49                  | 7.13                | 4.60                | 5.10                | 87                  | 6.30                | 4.23                | 4.11                | 125.           | 4.10            | 1.49           | 2.37           |
|                |                 |                |                | 50                  | 6.73                | 4.18                | 4.81                | 88                  | 7.60                | 5.06                | 5.80                | 126.           | 4.17            | 1.70           | 2.23           |
|                |                 |                |                | 51                  | 7.43                | 5.40                | 5.81                | 89                  | 7.18                | 3.97                | 4.89                | 127.           | 3.82            | 2.16           | 2.92           |
|                |                 |                |                | 52                  | 6.30                | 3.48                | 4.31                | 90                  | 6.98                | 3.84                | 4.29                | 128.           | 4.20            | 2.44           | 2.56           |
|                |                 |                |                | 53                  | 6.17                | 4.53                | 4.37                | 91                  | 5.98                | 3.90                | 4.58                | 129.           | 3.91            | 2.54           | 2.97           |
|                |                 |                |                | 54                  | 6.84                | 3.82                | 4.35                | 92                  | 6.11                | 4.47                | 3.96                | 130.           | 4.09            | 2.36           | 2.53           |
|                |                 |                |                | 55                  | 7.38                | 5.56                | 5.85                | 93                  | 5.58                | 3.87                | 4.37                | 131.           | 3.19            | 1.15           | 2.20           |
|                |                 |                |                | 56                  | 7.56                | 4.84                | 5.57                | 94                  | 5.32                | 4.14                | 3.79                | 132. (фінал)   | 4.64            | 2.02           | 3.44           |

## Нагороди
| Рік  | Премія                        | Категорія                         | Номінант                           | Результат |
| ---- | ----------------------------- | --------------------------------- | ---------------------------------- | --------- |
| 2021 | 25-а премія «Золота лінза»    | Драматичний серіал року           | Мої брати і сестри                 | Перемога  |
| 2021 | Moon Life Ödülü               | Найкраща акторка року             | Фадик Севин Атасой                 | Перемога  |
| 2021 | Moon Life Ödülü               | Найкращий драматичний серіал року | Мої брати і сестри                 | Перемога  |
| 2021 | 47. Премія «Золотий метелик»  | Найкращий серіал                  | Мої брати і сестри                 | Номінація |
| 2021 | 47. Премія «Золотий метелик»  | Найкраща акторка                  | Су Бурджу Джошкун                  | Номінація |
| 2021 | 47. Премія «Золотий метелик»  | Найкраща пара серіалу             | Су Бурджу Джошкун — Онур Сеїт Яран | Номінація |
| 2021 | 47. Премія «Золотий метелик»  | Найкращий сценарій                | Гюль Абус Семерчі                  | Номінація |
| 2021 | 47. Премія «Золотий метелик»  | Найкраща музика серіалу           | Альп Єньєр                         | Номінація |
| 2021 | 47. Премія «Золотий метелик»  | Найкращий дитячий актор / акторка | Айлін Акпінар                      | Перемога  |
| 2022 | Стамбульский Университет Окан | Найкращий серіал                  | Мої брати і сестри                 | Перемога  |
| 2022 | Стамбульский Университет Окан | Найкраща пара року                | Су Бурджу Джошкун — Онур Сеїт Яран | Перемога  |
| 2022 | 48. Премія «Золотий метелик»  | Найкращий серіал                  | Мої брати і сестри                 | Номінація |
| 2022 | 48. Премія «Золотий метелик»  | Найкраща акторка                  | Су Бурджу Джошкун                  | Номінація |
| 2022 | 48. Премія «Золотий метелик»  | Найкращий актор                   | Їгіт Кочак                         | Номінація |
| 2022 | 48. Премія «Золотий метелик»  | Найкращий актор                   | Онур Сеїт Яран                     | Номінація |
| 2022 | 48. Премія «Золотий метелик»  | Найкраща пара серіалу             | Су Бурджу Джошкун, Онур Сеит Яран  | Перемога  |
| 2022 | 48. Премія «Золотий метелик»  | Найкращий дитячий актор / акторка | Айлин Акпинар                      | Номінація |
| 2022 | 48. Премія «Золотий метелик»  | Кращий режисер                    | Серкан Биринджи                    | Номінація |
| 2023 | 49. Премія «Золотий метелик»  | Найкращий серіал                  | Мої брати і сестри                 | Номінація |
| 2023 | 49. Премія «Золотий метелик»  | Найкраща акторка                  | Су Бурджу Джошкун                  | Номінація |
| 2023 | 49. Премія «Золотий метелик»  | Найкращий актор                   | Їгіт Кочак                         | Номінація |
| 2023 | 49. Премія «Золотий метелик»  | Найкращий актор                   | Онур Сеїт Яран                     | Номінація |
| 2023 | 49. Премія «Золотий метелик»  | Найкращий дитячий актор / акторка | Айлін Акпінар                      | Номінація |
| 2023 | 49. Премія «Золотий метелик»  | Найкраща пара серіалу             | Су Бурджу Джошкун, Онур Сеит Яран  | Номінація |
| 2023 | 49. Премія «Золотий метелик»  | Кращий режисер                    | Серкан Биринджи                    | Номінація |